# Falamansa
Falamansa est un groupe brésilien de forró, originaire de São Paulo, dans l'État de São Paulo. Dezinho, Tato, Alemão et Valdir composent leurs premiers morceaux au cours des premiers mois d'existence du groupe et ont interprété des succès de Luiz Gonzaga et de Jackson do Pandeiro, mélangeant toujours le forró universitário (ou forró pé de serra) avec les racines de la musique du nord-est. En 2001, le groupe avait vendu plus d'un million d'exemplaires au Brésil.

## Histoire
Ils sont rejoints par un flûtiste et un bassiste qui font partie de la première formation du groupe. Ils répètent pendant deux après-midi et « Asas » remporte la deuxième place lors de l'événement, puis Josivaldo Leite et Waldir do Acordeon, qui a déjà joué avec des noms comme Oswaldinho do Acordeon et Jorge de Altinho, entre en scène. La formation du groupe, qui n'a jamais changé, est complète. Deckdisc écoute l'album indépendant qu'ils avaient enregistré en janvier 2000 et sort Deixa Entrar, distribué par Abril Music. Le groupe commence à jouer tous les mardis dans la salle de concert Remelexo à Pinheiros, São Paulo.
En 2005, le CD-DVD MTV Live, publié et enregistré le 19 février à Via Funchal à São Paulo, comprend la participation de noms tels que Dominguinhos, dans Sete Meninas et Forró do Bole Bole ; Zeider, de Planta e Raiz, dans Gotas de Amor ; et les Meninos do Morumbi, dans Homem de Aço. Outre les plus grands succès de sa carrière, la compilation comprend trois titres inédits, dont Decola et Amor e Cia.
En 2014, l'album Amigo Velho remporte le Latin Grammy du meilleur album de musique régionale ou de racines brésiliennes,. En 2018, Tato (auteur et chanteur du groupe) participe à un épisode de la première saison du talent show Bancando o Chef, diffusé par Record TV. Dans cet épisode, Tato se retrouve face au chanteur Jojo Todynho, dans lequel il se retrouve deuxième de la compétition. 

## Discographie

### Albums studio
- 2000 : Deixa Entrar (Deckdisc) ( Diamant[1])
- 2001 : Essa é pra Vocês (Deckdisc) ( Or[1])
- 2003 : Simples Mortais (Deckdisc)
- 2004 : Um Dia Perfeito (Deckdisc)
- 2005 : MTV ao Vivo (Deckdisc)
- 2007 : Segue a Vida
- 2008 : Essencial (Som Livre)
- 2010 : 10 anos "Rindo à Toa" - Por um mundo melhor!!!
- 2012 : As Sanfonas do Rei (Deckdisc)
- 2014 : Amigo Velho (Radar Records)
- 2016 : Lá da Alma
- 2018 : Falamansa - 20 Anos - Ao Vivo em Itaúnas

### Bandes-son
- 2001 : O Clone (avec Miltinho Edilberto)
- 2001 : Amor e Ódio (Fique Com A Saudade)
- 2010 : Ribeirão do Tempo (Selva de Feras)
- 2014 : Patrulha Salvadora (O Vira)
- 2015 : Malhação 2015 (Xote dos Milagres)
- 2018 : As Aventuras de Poliana (Xote da Alegria)